# James Woodruff
James Albert Woodruff (* 19. Juni 1877 in Fort Shaw, Montana; † 20. August 1969 in Coronado, Kalifornien) war ein US-amerikanischer Offizier und zuletzt Generalmajor der US Army.

## Leben

### Familiäre Herkunft, Offiziersausbildung und Erster Weltkrieg

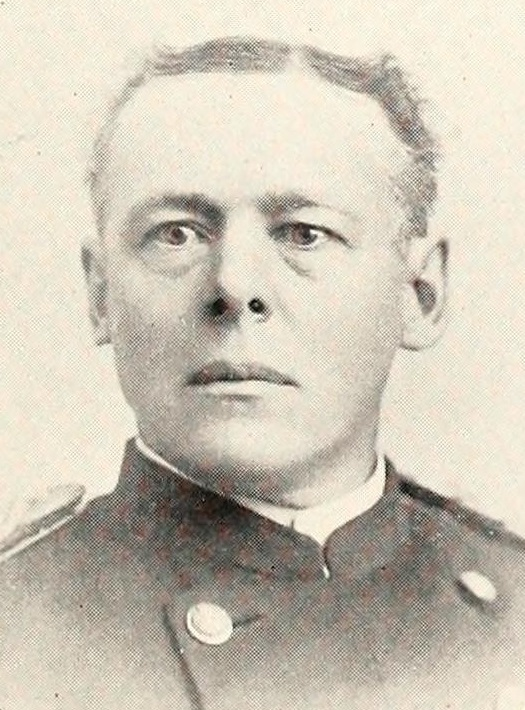
Brigadegeneral Charles Albert Woodruff, Vater von Generalmajor James Woodruff

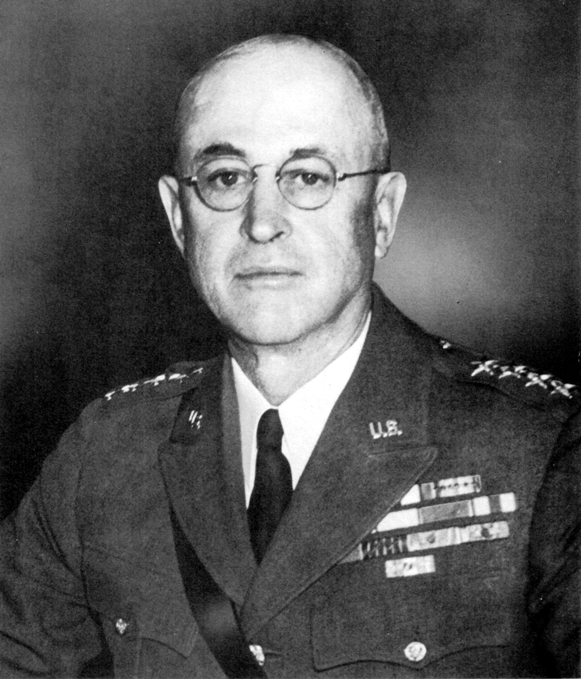
General Malin Craig war ein Schwager von James Albert Woodruff.

James Albert Woodruff war ein Sohn des späteren Brigadegenerals Charles Albert Woodruff (1845–1920) und dessen Ehefrau Louise Virginia Duff Woodruff (1854–1942). Seine ältere Schwester Mary Julia Woodruff verstarb 1876 im Alter von einem Jahr. Eine seiner jüngeren Schwestern, Genevieve Woodruff Craig (1880–1941), war die Ehefrau von General Malin Craig (1875–1945), der zwischen 1935 und 1939 der 14. Chief of Staff of the Army war. Sein jüngerer Bruder Charles Armijo Woodruff (1884–1945) war Seeoffizier der US Navy und zwischen 1914 und 1915 kommissarischer Gouverneur von Amerikanisch-Samoa. Eine weitere jüngere Schwester, Virginia Woodruff, starb 1901 im Alter von elf Jahren. Er selbst begann nach dem Schulbesuch eine Offiziersausbildung an der US Military Academy (USMA) in West Point und schloss diese 1899 ab. Als Nachfolger seines späteren Schwagers Malin Craig war er 1899 First Captain der US Military Academy. Im Anschluss trat er in das Pionierkorps des Heeres USACE (US Army Corps of Engineers) ein und fand verschiedene Verwendungen als Offizier.
Nach dem Kriegseintritt der Vereinigten Staaten am 6. April 1917 wurde Woodruff am 15. Mai 1917 zum Oberstleutnant (Lieutenant-Colonel) befördert und am 4. Juni 1917 ins Büro des Chief of Engineers der US-Armee, Generalmajor William Murray Black, abgeordnet. Daraufhin wurde er am 5. August 1917 zum Oberst (Colonel) der National Army befördert und zwischen dem 13. August und dem 9. September 1917 zur militärischen Vertretung an der American University abgeordnet. Er war anschließend vom 22. Dezember 1917 bis zum 15. Februar 1918 Ingenieuroffizier für Einkauf sowie verantwortlicher Offizier für Forstarbeiten der Amerikanischen Streitkräfte AEF (American Expeditionary Forces) in Frankreich. Im Anschluss fungierte er zwischen dem 16. Februar und dem 22. Mai 1918 als verantwortlicher Offizier für die Forstsektion der Abteilung Bau und Forstwirtschaft sowie zugleich in Personalunion vom 8. April bis zum 22. Mai 1918 verantwortlicher Offizier für die allgemeine Bausektion der Abteilung Bau und Forstwirtschaft der American Expeditionary Forces. Daraufhin fungierte er zwischen dem 22. Mai und dem 31. August 1918 als stellvertretender Leiter der Abteilung Bau und Forstwirtschaft der AEF. Danach blieb er in Frankreich und war vom 1. September 1918 bis zum 11. Juli 1919 Kommandeur (Commanding Officer) des 20. Pionierregiments (20th Engineers Regiment). Für seine Verdienste im Ersten Weltkrieg wurde er 1919 mit der Army Distinguished Service Medal ausgezeichnet.

### Zwischenkriegszeit

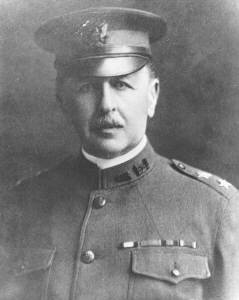
Woodruff war zwei Mal Mitarbeiter im Büro des Chief of Engineers der US-Armee, Generalmajor William Murray Black.

Nach Kriegsende wurde James Woodruff vom 22. Juli bis zum 27. August 1919 noch einmal ins Büro des Chief of Engineers der US-Armee, Generalmajor William Murray Black, abkommandiert und war im Anschluss vom 1. September 1919 bis zum 12. August 1920 Bezirksingenieur (District Engineer) des Militärbezirks Washington in Seattle. Dort wurde er am 6. Oktober 1919 zunächst in den Rang eines Oberstleutnants zurückversetzt. Er war zwischen dem 21. August 1920 und dem 4. Oktober 1921 zunächst stellvertretender Kommandant der Pionierschule USAES (US Army Engineer School) und als solcher am 10. Mai 1921 wieder zum Oberst befördert. Am 5. Oktober 1921 löste er Generalmajor Mason Patrick als Kommandant der US Army Engineer School ab und bekleidete diesen Posten bis zum 1. September 1924, woraufhin Oberst Harry Burgess seine Nachfolge antrat. Er selbst war zwischen dem 12. September 1924 und dem 21. September 1927 Chef des Stabes der US-Truppen in der Panamakanalzone (Panama Canal Department) sowie daraufhin vom 28. September 1927 bis zum 1. August 1928 Bezirksingenieur des Militärbezirks New York.
Im Anschluss fungierte Oberst Woodruff zwischen dem 6. August 1928 und dem 6. Juli 1931 erst Direktor sowie vom 7. Juli 1931 bis 31. Mai 1935 stellvertretender Kommandant der Kommando- und Generalstabsschule CGSS (Command and General Staff School) in Fort Leavenworth. Als solcher erhielt er am 7. Februar 1935 seine Beförderung zum Brigadegeneral (Brigadier-General). Nachdem er vom 16. Juni bis zum 8. August 1933 Direktor der öffentlichen Gebäude und der öffentlichen Parks des US-Kapitols war, wurde er vom 8. bis 31. August 1933 wieder kurzzeitig in das Büro des nunmehrigen Chief of Engineers der US-Armee, Generalmajor Lytle Brown, abgeordnet. Er war vom 1. September bis zum 30. November 1933 Kommandeur des 13. Pionierregiments (13th Engineers Regiment) sowie zwischen dem 2. Dezember 1933 bis zum 27. Juni 1934 Bezirksingenieur des Militärbezirks Pennsylvania in Philadelphia. Zugleich war er vom 5. März 1934 bis zum 16. Februar 1935 Mitglied des Ingenieurausschusses für Flüsse und Häfen (Board of Engineers for Rivers & Harbors) und fungierte zwischen dem 28. Juni 1934 und dem 18. Februar 1935 als Divisionsingenieur der Militärregion Nordatlantik (North Atlantic Division). Am 10. März 1935 wurde er Kommandierender General (Commanding General) des San Francisco Port of Embarkation (SFPOE), einem Kommando der US-Armee, das während des Zweiten Weltkriegs für den Transport von Vorräten und Truppen zum und vom Pazifik verantwortlich war und über umfangreiche Einrichtungen in der Gegend von San Francisco verfügte. Die SFPOE wurde am 6. Mai 1932 gegründet und am 1. Oktober 1955 aufgelöst. Er verblieb auf diesem Posten bis zum 8. Januar 1937.

### Beförderung zum Generalmajor und Zweiter Weltkrieg
James Woodruff war im Anschluss zwischen dem 19. Januar 1937 und dem 16. August 1938 Kommandeur der auf Hawaii stationierten Eigenständigen Küstenartilleriebrigade (Separate Coast Artillery Brigade) und erhielt in dieser Verwendung am 1. März 1938 seine Beförderung zum Generalmajor (Major-General). Er verblieb im Anschluss auf Hawaii und fungierte vom 17. März 1938 bis zum 13. März 1939 als Kommandierender General der Hawaiian Division. Danach war er zwischen dem 17. April 1939 und dem 10. Juni 1941 Kommandierender General des 1st Corps Area und wurde am 30. Juni 1941 in den Ruhestand versetzt.
Nach dem Angriff auf Pearl Harbor am 7. Dezember 1941 und dem Eintritt der Vereinigten Staaten in den Zweiten Weltkrieg am darauf folgenden 8. Dezember 1941 wurde Woodruff am 15. Dezember 1941 in den aktiven Militärdienst zurückbeordert. Daraufhin war er zwischen dem 15. Dezember 1941 und dem 1. August 1943 Präsident der Militärkommission (Military Commission) sowie zeitgleich in Personalunion Direktor des Zentralen Identifikationsbüros (Central Identification Bureau) in Hawaii. Am 1. August 1943 wurde er erneut in den Ruhestand versetzt, allerdings bereits am 16. September 1943 wieder in den aktiven Militärdienst zurückberufen. Er war daraufhin kurzzeitig zur besonderen Verwendung nach Dallas versetzt worden, ehe er am 23. September 1943 endgültig in den Ruhestand versetzt wurde.
Aus seiner Ehe mit Margarett Hubbell Woodruff (1881–1967) ging der Sohn James Albert Woodruff, Jr. (1908–1997) hervor, der als Fregattenkapitän in der US Navy diente. Nach seinem Tode wurde er auf dem San Francisco National Cemetery beigesetzt.

## Auszeichnungen
Auswahl der Dekorationen, sortiert in Anlehnung an die Order of Precedence of Military Awards:
- Army Distinguished Service Medal